# Haza (Burgos)
Haza es un municipio y localidad española de la provincia de Burgos, en la comunidad autónoma de Castilla y León. El término municipal, ubicado en la comarca de Ribera del Duero, tiene una población de 34 habitantes (INE 2024).

## Toponimia
Hasta 1962 su nombre era Aza.

## Geografía
La localidad está situada en la ladera sur que cierra el valle del río Duero ocupando una posición estratégica dominada Pico de la Buitrera y defendida al oeste por el río Riaza. Integrada en la comarca de Ribera del Duero, se sitúa a 96 km de la capital provincial. El término municipal está atravesado por la carretera nacional N-122, entre los pk 280 y 282, además de por una carretera local que une Castrillo de la Vega con Adrada de Haza. Forma parte del partido judicial de Aranda de Duero.
El relieve está definido por el Monte Pinadillo al norte, que alcanza los 875 m de altitud, otros montes aislados más al sur, entre los que destaca el pico de la Buitrera (913 m), y la ribera del río Riaza por el oeste. La altitud oscila entre los 913 m (pico de la Buitrera) y los 805 m a orillas del río Riaza. El pueblo se alza en un cerro a 910 m sobre el nivel del mar.
| Noroeste: Hoyales de Roa | Norte: Hoyales de Roa | Noreste: Castrillo de la Vega                   |
| Oeste: Fuentecén         |                       | Este: Castrillo de la Vega y Campillo de Aranda |
| Suroeste: Fuentemolinos  | Sur: Adrada de Haza   | Sureste: Hontangas                              |

El exclave de La Recorva, en la ribera del río Duero, limita con Gumiel de Mercado, Villalba de Duero, Castrillo de la Vega, Hoyales de Roa y Berlangas de Roa. 
El exclave de Montenuevo limita con Roa, Fuentecén, Fuentelisendo, Valdezate, Nava de Roa y La Cueva de Roa.  
El exclave de Páramo de Corcos limita con Fuentelisendo, Fuentecén, Fuentemolinos, Adrada de Haza, La Sequera de Haza, Moradillo de Roa, Aldehorno, Monte de la Mata, Torreadrada, Valtiendas, Sacramenia, Cuevas de Provanco, Nava de Roa y La Cueva de Roa.

## Historia

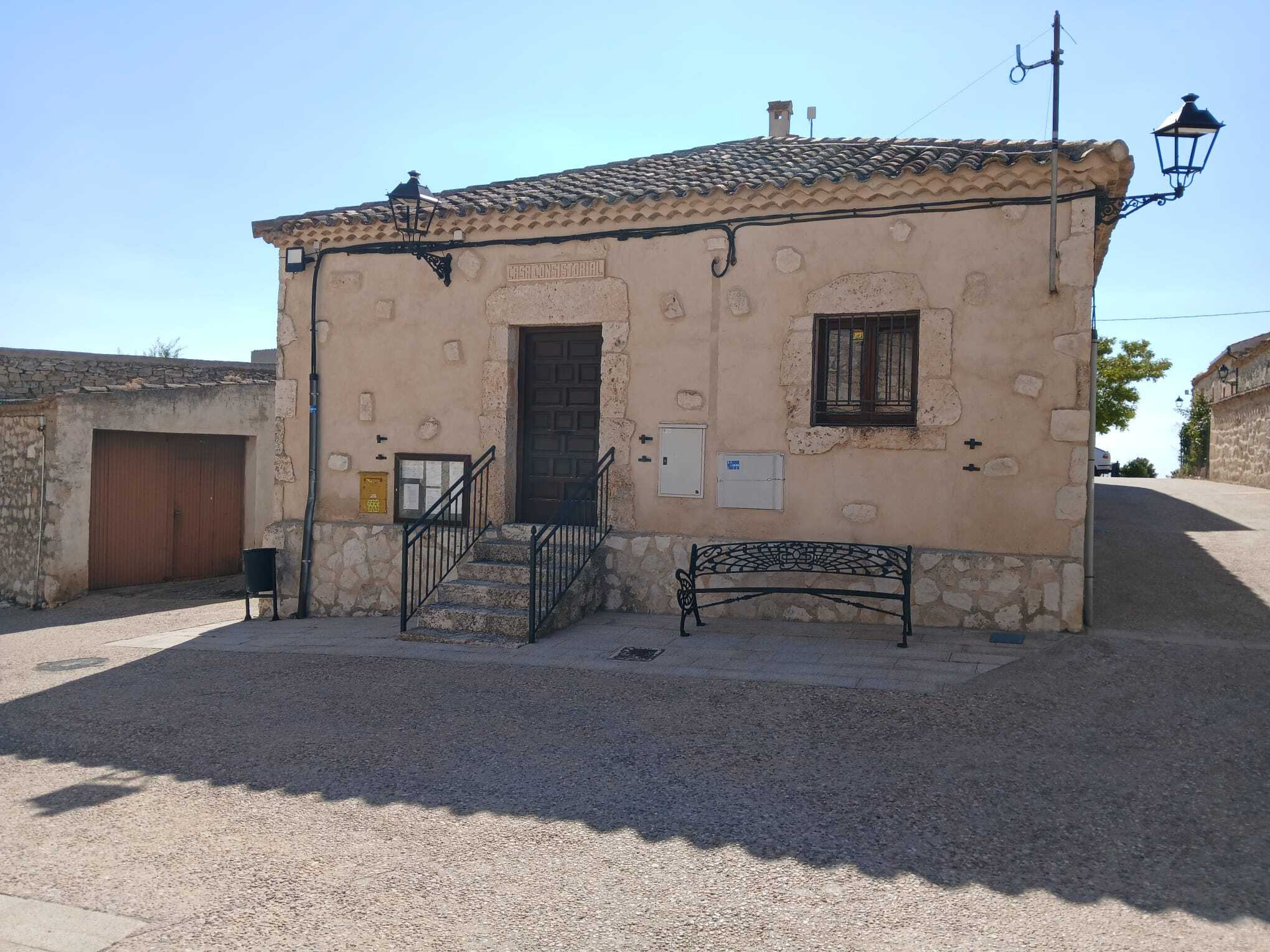
Casa consistorial

Villa de la antigua Comunidad de Villa y Tierra de Aza, tenía jurisdicción de señorío cuyo alcalde ordinario era nombrado por el conde de Miranda hasta el siglo XIX.
En 1182 cobra importancia religiosa con la fundación del monasterio femenino de Santa María, que dependía de la abadía cisterciense de Bujedo de Juarros, protegida por Alfonso VIII de Castilla.
Posteriormente perteneció como partido judicial a la provincia de Segovia, ya que la Comunidad de Aza fue uno de los partidos que formaban la Intendencia de Segovia durante el periodo comprendido entre 1785 y 1833, tal como se recoge en el Censo de Floridablanca de 1787.

### SigloXIX

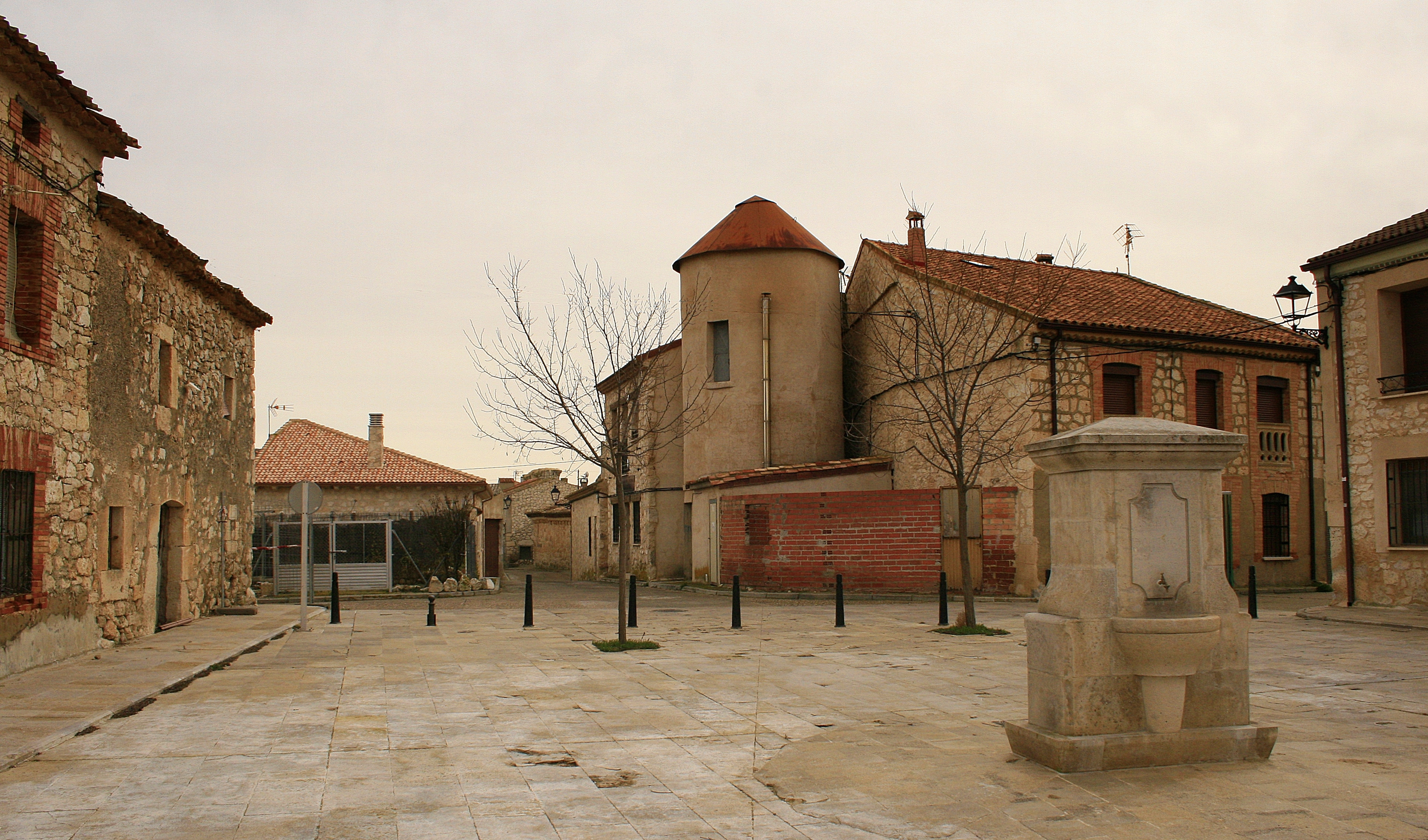
Vista de la localidad

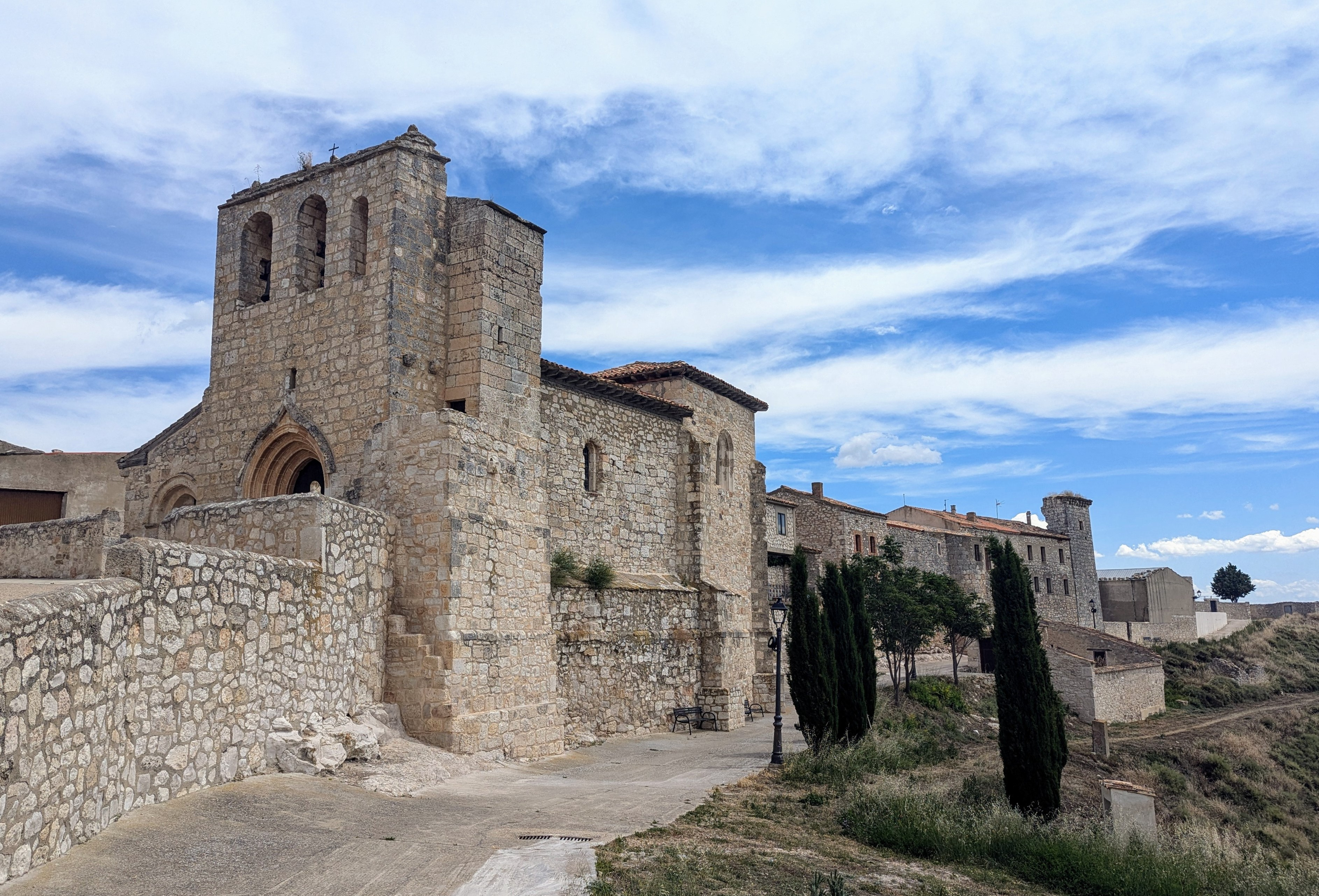
Iglesia de San Miguel

A la caída del Antiguo Régimen quedó constituida como ayuntamiento constitucional del mismo nombre en el partido de Roa, provincia de Burgos, región de Castilla la Vieja, que en el censo de la matrícula catastral contaba con 14 hogares y 56 vecinos.
Así se describe a Haza en la página 159 del tomo IX del Diccionario geográfico-estadístico-histórico de España y sus posesiones de Ultramar, obra impulsada por Pascual Madoz a mediados del siglo XIX:

HAZA

Villa con ayuntamiento en la provincia, audiencia territorial y capitanía general de Burgos (14 leguas), partido judicial de Roa (2), diócesis de Osma (10).
Situada sobre un elevado cerro donde le combaten todos los vientos, siendo las enfermedades que más comúnmente se padecen hidropesías y afecciones pulmonares.
Tiene 34 casas, entre ellas la consistorial, cárcel, un castillo muy deteriorado, escuela de primeras letras concurrida por 14 alumnos, cuyo maestro está dotado con 1.100 reales anuales, una iglesia parroquial, cabeza de arciprestazgo, dedicada a San Miguel, y servida por un cura párroco, cementerio en paraje ventilado, y una fuente fuera de la población, de cuyas buenas aguas se surte el vecindario.
Confina el término N Fuentecén y Oyales; E Adrada; S Fuente-molinos, y O Campillo; en él se encuentra una casa de campo perteneciente al conde de Miranda y Montijo.
El terreno bañado por las aguas del río Riaza, es de mediana calidad, comprendiendo un monte de la propiedad de dicho señor conde, y 2 de la comunidad de la villa y tierra de Haza, poco poblados.
Por su jurisdicción pasa un camino que conduce de Zaragoza a Valladolid, siendo los demás de pueblo a pueblo en mediano estado; la correspondencia se recibe de Aranda.
Producciones: trigo, centeno, cebada, avena, vino, alubias, patatas, cáñamo y alguna hortaliza; ganado lanar y vacuno; caza de liebres, conejos y perdices; y pesca de barbos, truchas y bermejas. Industria: la agrícola.
Población: 14 vecinos, 56 almas.

Capital productivo: 368.620 reales. Imponible: 36.096. Contribución: 2.727 reales 8 maravedíes. El presupuesto municipal asciende a 800 reales y se cubre con una pequeña renta de tierras y por reparto vecinal.

## Demografía
Haza cuenta con una población de 34 habitantes (INE 2024).
| Gráfica de evolución demográfica de Haza entre 1842 y 2021                                                            |
| |
| Población de derecho según los censos de población del INE. Población de hecho según los censos de población del INE. |

## Patrimonio

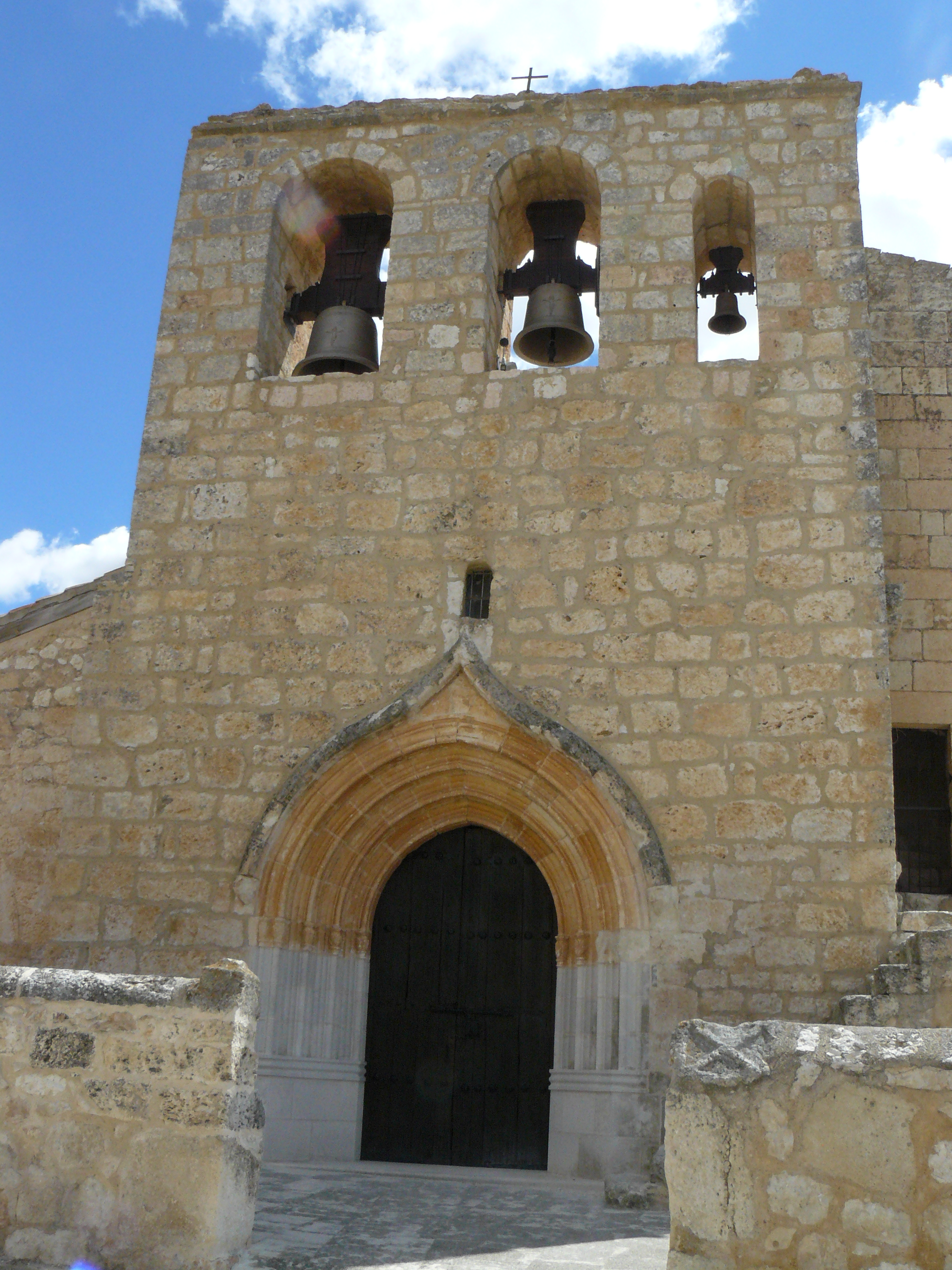
Iglesia de San Miguel, con elementos góticos

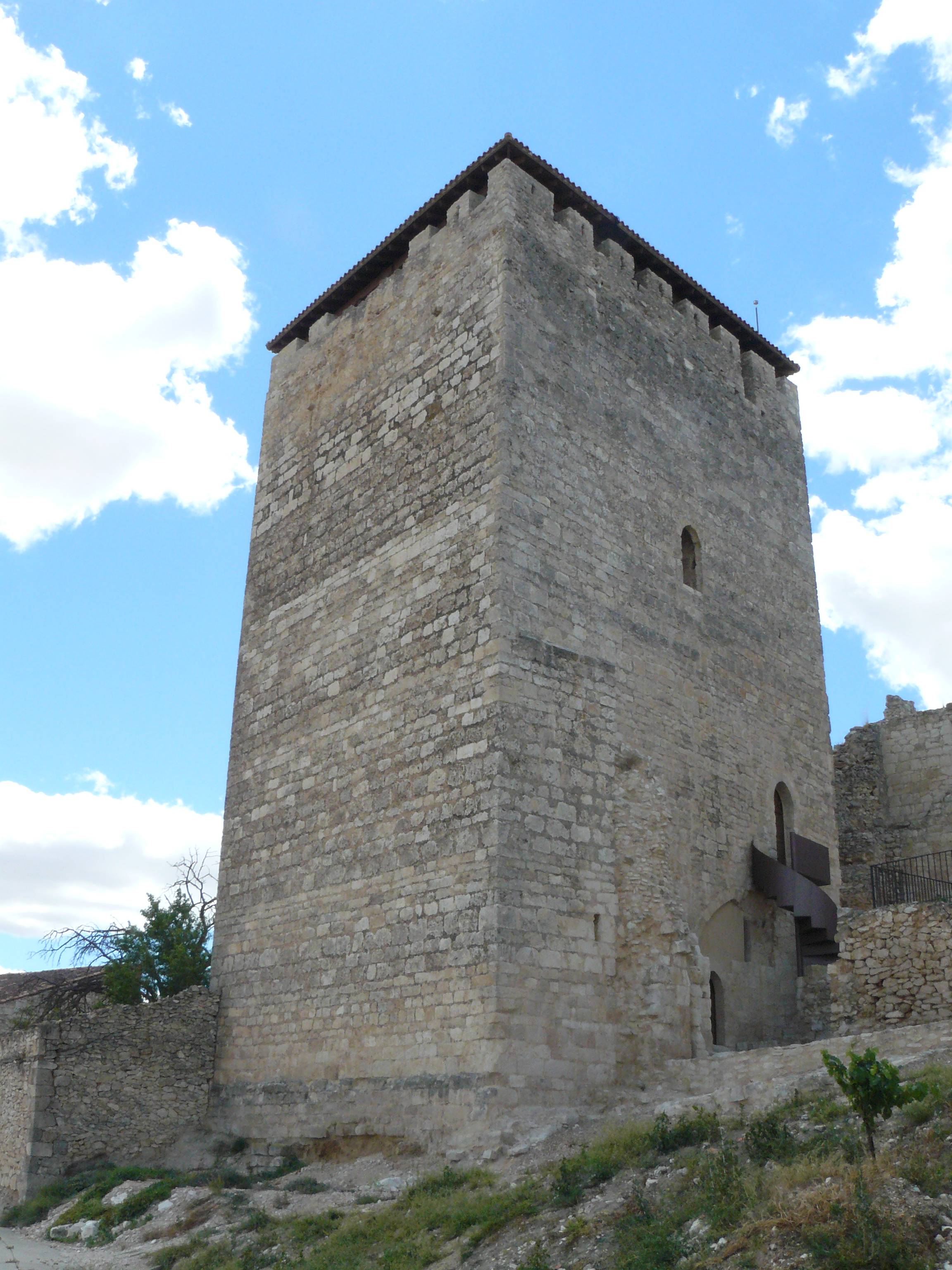
Torre del homenaje restaurada del recinto fortificado de Haza

- Recinto amurallado, principalmente del siglo XV, obra de los condes de Miranda,[4] catalogado como bien de interés cultural en la categoría de conjunto histórico.[8]
- Castillo, construido entre los siglos XII y XV,[4] en estado de ruina, pendiente de restauración, propiedad municipal y protegido.
- Iglesia de San Miguel, integrada en la muralla.[4] Cuenta con tablas hispanoflamencas de finales del siglo XV sobre la infancia de Cristo y la vida de San Miguel.[4]